# 利物浦女子足球俱乐部
利物浦女子足球會（英語：Liverpool Football Club Women）是一間附屬於利物浦足球俱乐部的女子足球會。於1989年成立時稱為「牛頓女子足球會」（Newton L.F.C.），兩年後更名為「諾斯利女子足球會」（Knowsley L.F.C.），是英格蘭女子足球超級聯賽的始創成員之一，自1994年開始獲利物浦足球俱乐部授權採用今名。
利物浦女子隊成為於2011年3月首次舉辦的英格蘭足球總會女子超級聯賽的8支始創成員之一。

## 榮譽
- 英格蘭足球總會女子北區組超級聯賽
  - 冠軍（3）：2003/04年、2006/07年、2009/10年；

## 外部連結
- 官方网站